# Coroiești (okręg Vaslui)
Coroiești – wieś w Rumunii, w okręgu Vaslui, w gminie Coroiești. W 2011 roku liczyła 543 mieszkańców.